# Centro storico di Potenza
Il centro storico di Potenza è il primo quartiere della città lucana. È la parte più antica della città, nella quale si trovano la maggior parte degli edifici storici e delle testimonianze del passato cittadino; comprende inoltre il punto della città con l'altitudine misurata più elevata, che corrisponde a 819 m s.l.m..
Il quartiere è popolarmente chiamato Sopra Potenza, in riferimento alla posizione sopraelevata rispetto al resto della città.

## Storia
Nel 2021 viene riconosciuto tra i migliori centri storici in Italia.

## Struttura
Il centro storico è percorso dalla stretta via Pretoria, che un tempo conduceva al castello del XVI secolo di cui oggi rimane la Torre Guevara. Ai lati della strada principale si dispiegano vicoli e stradine che conducono in angoli caratteristici. Via Pretoria, che taglia a metà il centro, è costeggiata da palazzi stretti gli uni agli altri.
Via Pretoria, appunto, è la via più antica e importante della città. Attraversa longitudinalmente tutto il nucleo storico a partire dal cosiddetto Rione Castello ad est, sino a Portasalza ad ovest.
Cuore della città, il corso è stato di recente restaurato a livello della pavimentazione, sostituendo gli ormai antichi Sanpietrini con grandi blocchi di pietra.
Partendo da est si può osservare ciò che rimane del castello, ovvero la Torre Guevara, restaurata negli ultimi anni in seguito ai danni ingenti causati dal terremoto nel 1980, e adibita a galleria d'arte. In passato aveva svolto il ruolo di lazzaretto prima e di ospedale (sia civile che militare) poi. Nel recinto in cui si trova la Torre ha luogo un Belvedere.
Uscendo dal parco della Torre troviamo l'antico Palazzo Bonifacio, datato al XVII secolo e rinchiuso intorno al piccolo cortile.

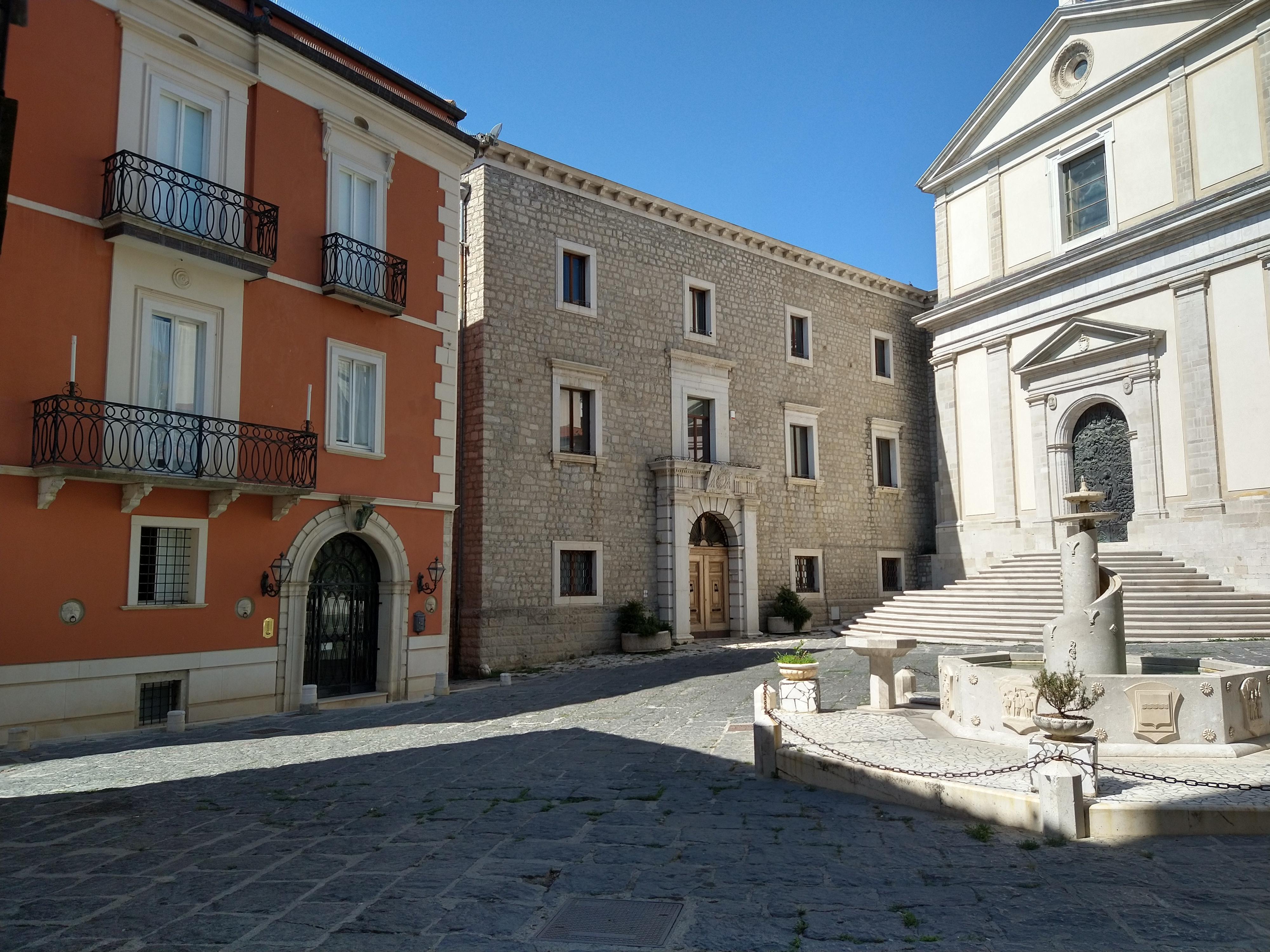
Largo Duomo, su cui affacciano la Cattedrale, il Palazzo Vescovile e Palazzo Scafarelli

Proseguendo verso est vi è largo Duomo, in cui si trova la Cattedrale dedicata al santo patrono della città, San Gerardo, anche se anticamente era intitolata alla Beata Vergine Assunta. La chiesa è un edificio neoclassico che venne ricostruito nel XVIII secolo da un allievo del Vanvitelli; al suo interno è conservato un sarcofago d'epoca romana, contenente i resti del santo patrono. A sinistra della cattedrale, sempre affacciati su largo Duomo, sono presenti il Palazzo Vescovile, storica residenza del Vescovo della Città e Palazzo Scafarelli, di proprietà dell'omonima antica famiglia borghese.
Raggiungendo piazza Matteotti, o piazza Sedile, sulla sinistra troviamo il tempietto di San Gerardo di Marmo, costruito nel 1865 dagli scultori potentini Michele e Antonio Busciolano e dedicato al santo patrono della città. 
Proseguendo per via Pretoria, sulla destra si trova la Chiesa della Santissima Trinità, una delle più antiche. L'ingresso laterale della chiesa, che affaccia su via Pretoria, conserva sulla lunetta dell'arco sopra l'ingresso una tempera su tavola raffigurante l'Annunciazione. 
Il centro di via Pretoria è caratterizzato dalla grande piazza Mario Pagano, punto di ritrovo sul quale si affacciano il Teatro Francesco Stabile, il Palazzo del Governo-Villa del Prefetto e, nell'angolo destro, la chiesa e convento di San Francesco, fondata nel 1274.
Proseguendo verso ovest, troviamo la chiesa di San Michele Arcangelo, in stile romanico.
All'estremità occidentale di via Pretoria, ove sorge il borgo antico di Porta Salza, troviamo la cappella di santa Lucia e le omonime scale mobili costituenti il sistema più lungo in Europa e secondo nel mondo dopo quello di Tokyo.